# Knipowitschia goerneri
Knipowitschia goerneri — вид риби з родини Gobiidae. Ендемік острова Корфу, на заході Греції. Мешкає в прибережних солонуватих лагунах і прісноводних струмках. Вид на межі зникнення. 